# Osek (ort i Tjeckien, Södra Böhmen, lat 49,32, long 13,96)
Osek är en ort i Tjeckien.   Den ligger i regionen Södra Böhmen, i den centrala delen av landet, 90 km söder om huvudstaden Prag. Osek ligger 451 meter över havet och antalet invånare är 611.
Terrängen runt Osek är platt.Runt Osek är det ganska glesbefolkat, med 38 invånare per kvadratkilometer. Närmaste större samhälle är Strakonice, 7,7 km sydväst om Osek. Trakten runt Osek består till största delen av jordbruksmark.